# Saint-Roch-sur-Égrenne
 Saint-Roch-sur-Égrenne  es una población y comuna francesa, situada en la región de Baja Normandía, departamento de Orne, en el distrito de Alençon y cantón de Passais.

## Demografía
| 370 | 380 | 327 | 294 | 228 | 200 |
| Para los censos de 1962 a 1999 la población legal corresponde a la población sin duplicidades (Fuente: INSEE [Consultar]) |     |     |     |     |     |